# Cmentarz żydowski w Lipianach
Cmentarz żydowski w Lipianach – kirkut mieści się na terenie Nadleśnictwa Zieleniec, po lewej stronie szosy z Lipian do Barlinka. Jak wynika z informacji umieszczonej w "The Encyclopedia of Jewish life....", kirkut został zdewastowany w 1935 roku. Do dziś na kirkucie można odnaleźć pojedyncze macewy z napisami w języku hebrajskim. Teren jest zalesiony i ogrodzony prostym, drewnianym płotem.